# Port lotniczy Hahotoe
Port lotniczy Hahotoe – port lotniczy zlokalizowany w mieście Hahotoe w Togo.